# Fanny Paelinck-Horgnies
Fanny Paelinck-Horgnies, née Louise Thérèse Françoise Élisabeth Horgnies à Ratisbonne le 1er mai 1805 et morte à Bruxelles le 9 février 1887, est une femme peintre belge, connue pour ses œuvres relevant de la peinture religieuse, du portrait, de la peinture d'histoire, des scènes de genre et des scènes mythologiques. Son style s'apparente au néo-classicisme. 

## Biographie
Louise Thérèse Françoise Élisabeth (Fanny) Horgnies, fille de François Horgnies (Bruxelles 1764 - Bruxelles 1847), à l'époque secrétaire privé de son altesse sérénissime le prince de Tour et Taxis puis directeur des postes à Bruxelles, et d'Élisabeth Morin (Ratisbonne 1769 - Bruxelles 1834), est née à Ratisbonne en 1805. Ces Horgnies étaient au service des Tour et Taxis depuis plus de cinquante ans et François Horgnies avait rejoint le quartier-général des Tours et Taxis qui se trouvait depuis 1748 à Ratisbonne.      
La carrière d'artiste peintre de Fanny débute vers 1820 en qualité d'élève de Joseph Paelinck, qu'elle épouse à Bruxelles le 15 octobre 1827. En 1823 et en 1826, elle expose au Salon de Gand, ainsi qu'en 1829, où elle participe à l'exposition concours des arts de dessin à Gand et remporte le prix des dames pour son œuvre Sainte Cécile chantant les louanges de Dieu en s'accompagnant à la harpe.
Selon l'historienne de l'art Alexia Creusen, son mariage ne met pas, contrairement à la situation de la majorité des femmes peintres de son temps, de terme à sa carrière artistique. Le musée des Beaux-Arts de Gand conserve son œuvre La Sainte Cécile, dont la notice explique : « Par son thème, la méthode lisse, la composition statique et la lumière égale, cette œuvre est un excellent exemple de peinture néoclassique ».
Veuve de Joseph Paelinck en 1839, elle épouse le 31 octobre 1840, à Bruxelles, Auguste François Désiré Dansette (1809-1897), négociant originaire de Lille avec lequel elle a un fils, Paul Auguste (Ixelles 1845 - Bruxelles 1917), qui sera président de la banque bruxelloise Caisse Générale de reports et dépôt et épousera à Ixelles en 1873 Marie Josèphe Elise Parmentier (Bruxelles 1853 - Saint-Gilles 1919), dont descendance.
Fanny Paelinck-Horgnies meurt en sa demeure, rue Joseph II, no 34 à Bruxelles, à l'âge de 81 ans, le 9 février 1887.

## Œuvres
- 1823 : Une vieille diseuse de bonne aventure est occupée à mêler un jeu de cartes, exposé au salon de Gand et conservé au musée des Beaux-Arts de Gand ;
- 1827 : Portrait d'un enfant ;
- 1829 : Sainte Cécile chantant les louanges de Dieu en s'accompagnant à la harpe, premier prix des dames au salon de Gand ;
- 1833 : Tiré de Lamartine "Souvent sur la montagne, à l'ombre d'un vieux chêne" , conservé aux musées royaux des Beaux-Arts de Belgique ;
- 1834 : Une famille grecque ;
- 1839 : Mère et son enfant admirant une statue de la Vierge ;
- Jeunes garçons jouant aux billes ;
- Portrait d'une demoiselle ;
- Scène d'auberge ;
- La leçon de lecture ;
- Sainte Dorothée.